# Alberto Agostini (pallanuotista)
Alberto Agostini (Genova, 31 maggio 1995) è un pallanuotista italiano, difensore dell'Imperia.

## Carriera
Cresce nelle giovanili di Arenzano, Imperia e Savona. Con la calottina biancorossa conquista uno scudetto Under-20 nella stagione 2011-12. Esordisce poi in prima squadra il 5 ottobre 2013, alla prima giornata di Serie A1, nella trasferta persa a Napoli contro la Canottieri per 8-7. Nel 2017 inizia la stagione alla R.N. Imperia che poi non si iscriverà al campionato di A2. Nel 2021 con l'Anzio ottiene la promozione in Serie A1, ma nel 2023 la squadra retrocede nuovamente al termine dei play-out. Nel 2024 si trasferisce all'Imperia.